# スリープウォーカーズ
『スリープウォーカーズ』（原題: Sleepwalkers）は、1992年のアメリカ合衆国のホラー映画。脚本はホラー作家のスティーヴン・キング、監督はミック・ギャリス。

## スタッフ
- 監督：ミック・ギャリス
- 製作：マーク・ヴィクター（英語版）、マイケル・グレイス（英語版）、ナビール・ザヒド
- 製作総指揮：ディミトリ・ロゴセティス、ジョセフ・メダウォー
- 脚本：スティーヴン・キング
- 撮影：ロドニー・チャーターズ
- 音楽：ニコラス・パイク（英語版）
- 編集：O・ニコラス・ブラウン
- 美術：ジョン・デ・キュア・ジュニア

## キャスト
| 役名                   | 俳優                   | 日本語吹替 |
| ---------------------- | ---------------------- | ---------- |
| チャールズ・ブレイディ | ブライアン・クラウズ   | 森川智之   |
| タニヤ・ロバートソン   | メッチェン・アミック   | 岡本麻弥   |
| メアリー・ブレイディ   | アリス・クリーグ       | 藤田淑子   |
| アイラ保安官           | ジム・ヘイニー         | 有本欽隆   |
| タニヤの母             | シンディ・ピケット     | 磯辺万沙子 |
| タニヤの父             | ライマン・ウォード     | 納谷六朗   |
| ソームズ警部補         | ロン・パールマン       | 千田光男   |
| アンディ・シンプソン   | ダン・マーティン       | 大塚明夫   |
| ホレス                 | モンティ・ベイン       | 辻親八     |
| ファローズ先生         | グレン・シャディックス | 福田信昭   |
| ローリー               | シンシア・ギャリス     | 佐々木優子 |
| 鑑識課員               | ジョン・ランディス     | 田原アルノ |
| 鑑識助手               | ジョー・ダンテ         | 島香裕     |
| 墓守り                 | スティーヴン・キング   | 牛山茂     |
| ジェニングス警部補     | マーク・ハミル         | 塚田正昭   |
| ジャネット             | ルーシー・ボライヤー   | 岡村明美   |
| ケリー                 | ジュデット・ウォーレン | 引田有美   |

- その他の声の出演：坂東尚樹、小形満
- 日本語版制作スタッフ
  - 演出：高橋剛
  - 翻訳：荒木小織
  - 調整：荒井孝
  - 制作：東北新社
  - 制作補：神部宗之、田島稔
  - プロデュース：吉岡美恵子

## 備考
- ジェニングス警部補役のマーク・ハミルは冒頭の数分だけのノンクレジットの出演である。
- ジョン・ランディス、ジョー・ダンテ、クライヴ・バーカー、トビー・フーパー、スティーヴン・キングがカメオ出演している。